# Кьер, Оле
О́ле Кьер (дат. Ole Kjær; род. 16 августа 1954, Коллинг, Вайле) — датский футболист, вратарь. Наиболее известен по выступлениям за «Эсбьерг» и сборную Дании.
Входил в состав сборной Дании на финальном турнире чемпионата Европы 1984 года.

## Карьера

### Клубная
Начал играть в футбол в детской команде «Йерне», но уже в восьмилетнем возрасте перешёл в «Эсбьерг», с которым связал большую часть карьеры. Дебютировав во взрослой команде в 18 лет, выиграл с «Эсбьергом» кубок Дании (1975/76), а затем каждый из комплектов медалей чемпионата, включая победу в сезоне-1979.
После четырёх сезонов в «Нестведе», в составе которого также дважды попадал в призёры чемпионата Дании, вернулся в 1990 году в «Эсбьерг», в котором и завершил карьеру в 1992 году.
В еврокубках провёл 16 матчей.

### В сборной
Дебютировал в сборной Дании 2 февраля 1977 года в товарищеской встрече со сборной Сенегала (3:2 в пользу Дании). Играл в отборочных турнирах чемпионата Европы-1980, чемпионата мира-1982, был основным вратарём сборной в отборочном цикле чемпионата Европы-1984 (6 матчей). В последней игре за сборную, товарищеской игре с Нидерландами 14 марта 1984 года, пропустил 6 безответных мячей.
Входил в заявку сборной Дании на чемпионате Европы 1984 года, но на поле не выходил. Всего за сборную сыграл 26 матчей, в которых пропустил 27 мячей.

## Статистика

### Матчи Кьера за сборную Дании
| Матчи Кьера за сборную Дании | Матчи Кьера за сборную Дании | Матчи Кьера за сборную Дании | Матчи Кьера за сборную Дании | Матчи Кьера за сборную Дании | Матчи Кьера за сборную Дании        |
| ---------------------------- | ---------------------------- | ---------------------------- | ---------------------------- | ---------------------------- | ----------------------------------- |
| №                            | Дата                         | Соперник                     | Счёт                         | Пропущено голов              | Соревнование                        |
| 1                            | 2 февраля 1977               | Сенегал                      | 3:2                          | 2                            | Товарищеский матч                   |
| 2                            | 31 мая 1978                  | Норвегия                     | 2:1                          | —                            | Чемпионат Северной Европы 1978—1980 |
| 3                            | 28 июня 1978                 | Исландия                     | 0:0                          | —                            | Товарищеский матч                   |
| 4                            | 16 августа 1978              | Швеция                       | 2:1                          | 1                            | Чемпионат Северной Европы 1978—1980 |
| 5                            | 11 октября 1978              | Болгария                     | 2:2                          | 2                            | Чемпионат Европы 1980 (отбор)       |
| 6                            | 25 октября 1978              | Северная Ирландия            | 1:2                          | 2                            | Чемпионат Европы 1980 (отбор)       |
| 7                            | 2 мая 1979                   | Ирландия                     | 0:2                          | 2                            | Чемпионат Европы 1980 (отбор)       |
| 8                            | 6 июня 1979                  | Северная Ирландия            | 4:0                          | —                            | Чемпионат Европы 1980 (отбор)       |
| 9                            | 27 июня 1979                 | СССР                         | 1:2                          | 2                            | Товарищеский матч                   |
| 10                           | 4 июня 1980                  | Норвегия                     | 3:1                          | —                            | Чемпионат Северной Европы 1978—1980 |
| 11                           | 12 июля 1980                 | СССР                         | 0:2                          | 2                            | Товарищеский матч                   |
| 12                           | 1 ноября 1980                | Италия                       | 0:2                          | 2                            | Чемпионат мира 1982 (отбор)         |
| 13                           | 19 ноября 1980               | Люксембург                   | 4:0                          | —                            | Чемпионат мира 1982 (отбор)         |
| 14                           | 12 августа 1981              | Финляндия                    | 2:1                          | 1                            | Чемпионат Северной Европы 1981—1983 |
| 15                           | 19 мая 1982                  | Австрия                      | 0:1                          | —                            | Товарищеский матч                   |
| 16                           | 27 мая 1982                  | Бельгия                      | 1:0                          | —                            | Товарищеский матч                   |
| 17                           | 15 июня 1982                 | Норвегия                     | 1:2                          | 2                            | Чемпионат Северной Европы 1981—1983 |
| 18                           | 1 сентября 1982              | Румыния                      | 0:1                          | —                            | Товарищеский матч                   |
| 19                           | 27 апреля 1983               | Греция                       | 1:0                          | —                            | Чемпионат Европы 1984 (отбор)       |
| 20                           | 1 июня 1983                  | Венгрия                      | 3:1                          | 1                            | Чемпионат Европы 1984 (отбор)       |
| 21                           | 7 сентября 1983              | Франция                      | 3:1                          | 1                            | Товарищеский матч                   |
| 22                           | 21 сентября 1983             | Англия                       | 1:0                          | —                            | Чемпионат Европы 1984 (отбор)       |
| 23                           | 12 октября 1983              | Люксембург                   | 6:0                          | —                            | Чемпионат Европы 1984 (отбор)       |
| 24                           | 26 октября 1983              | Венгрия                      | 0:1                          | 1                            | Чемпионат Европы 1984 (отбор)       |
| 25                           | 16 ноября 1983               | Греция                       | 2:0                          | —                            | Чемпионат Европы 1984 (отбор)       |
| 26                           | 14 марта 1984                | Нидерланды                   | 0:6                          | 6                            | Товарищеский матч                   |

Итого: 26 матчей / пропущено 27 голов; 14 побед, 2 ничьи, 10 поражений.

## Достижения
- Чемпион Дании: 1979
- Серебряный призёр чемпионата Дании (2): 1977, 1988
- Бронзовый призёр чемпионата Дании (2): 1978, 1986
- Обладатель Кубка Дании: 1975/76
- Финалист Кубка Дании (2): 1977/78, 1984/85